# Okres Bělostok
Okres Bělostok (Białystok; polsky Powiat białostocki) je okres v polském Podleském vojvodství u hranic s Běloruskem. Rozlohu má 2984,64 km² a v roce 2019 zde žilo 149 611 obyvatel. Sídlem správy okresu je město Bělostok, které však není jeho součástí, ale tvoří samostatný městský okres.

## Gminy
Městsko-vesnické:
- Chorošť
- Czarna Białostocka
- Łapy
- Michałowo
- Supraśl
- Suraż
- Tykocin
- Wasilków
- Zabłudów

Vesnické:
- Dobrzyniewo Duże
- Grabówka
- Gródek
- Juchnowiec Kościelny
- Poświętne
- Turośń Kościelna
- Zawady

## Města
- Chorošť
- Czarna Białostocka
- Łapy
- Michałowo
- Supraśl
- Suraż
- Tykocin
- Wasilków
- Zabłudów